# Tidezug
Tidezug ist ein umgangssprachlicher Ausdruck für einen Zug, der abhängig von der Tide verkehrt. Dies ist dann der Fall, wenn der Zug als Zubringer zu Fähren dient, deren Fahrplan ebenfalls tideabhängig ist. So fuhren bis 1988 Tidezüge auf der Bahnstrecke Jever–Harle zu den Fährschiffen von Harlesiel zur Nordseeinsel Wangerooge. Heute bezeichnet die Deutsche Bahn den entsprechenden Zubringer-Bus vom Bahnhof in Sande analog als „Tidebus“.
Auch auf der Strecke Niebüll–Dagebüll an der Nordseeküste Schleswig-Holsteins gab es lange tideabhängige Verbindungen, jedoch wurden diese nicht „Tidezüge“ genannt.